# Kaltenbrunn (Weiherhammer)
Kaltenbrunn is een plaats in de Duitse gemeente Weiherhammer, Beieren. Het was tot 1972 een zelfstandige gemeente.